# سیب سبز گرنی اسمیت

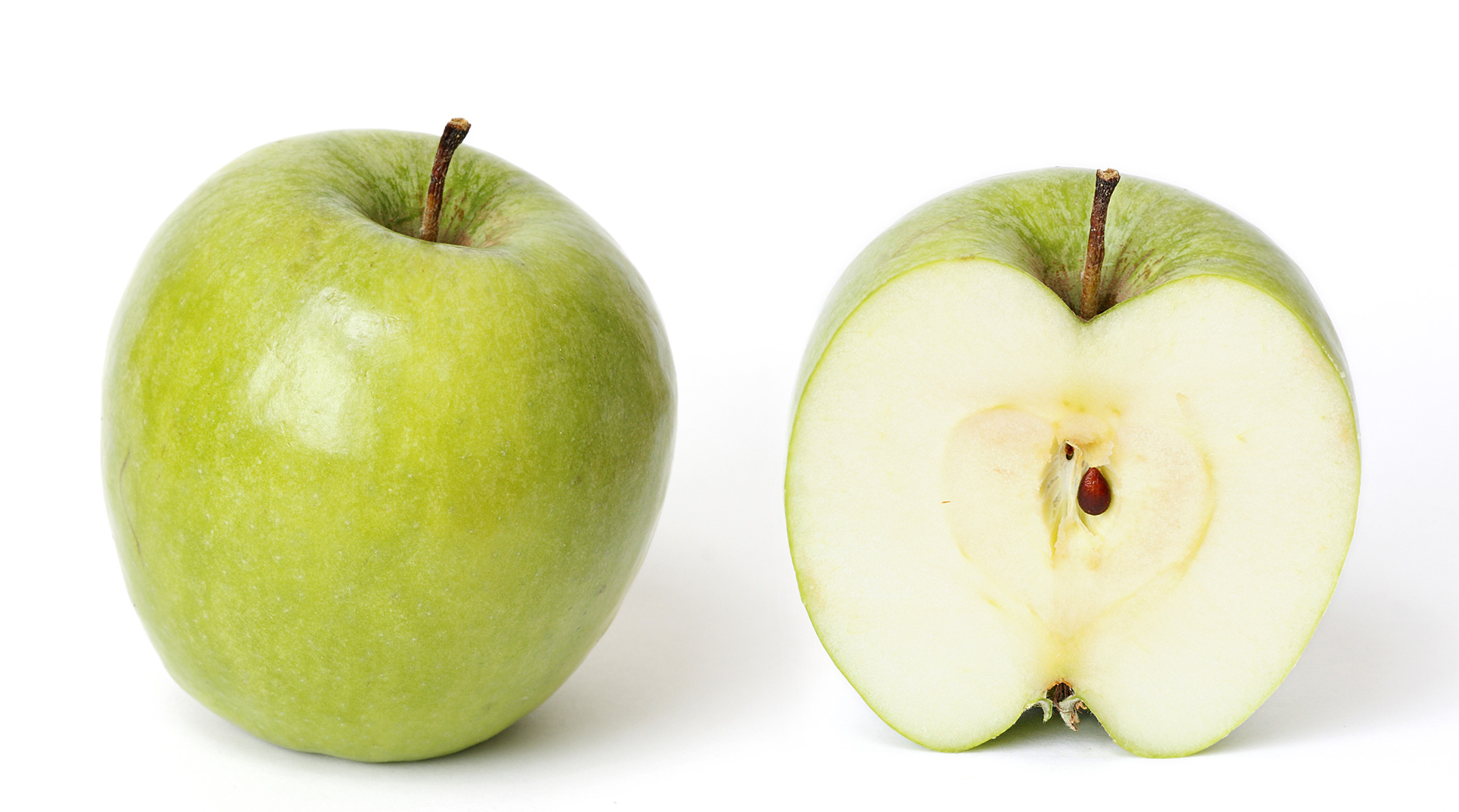
سیب گرنی اسمیت

سیب سبز گرنی اسمیت (به انگلیسی: Granny Smith Green Apple، به معنی سیب سبز ننه اسمیت) یک رقم از سیب است که ریشه آن به استرالیا و در سال ۱۸۶۸ بر می‌گردد. نام آن به زنی به نام ماریا آن اسمیت (به انگلیسی: Maria Ann Smith) بر می‌گردد که از طریق دانه‌دهی تصادفی آن را به دست آورد. تصور می‌رود این محصول حاصل پیوند سیب خودروی اروپایی و سیب خانگی باشد. به طرز گسترده در نیوزیلند کشت شد و در سال ۱۹۳۵ به بریتانیا توسط گردی آویل معرفی شد. در بخش‌هایی از کانادا با نام خوشمزه سبز (به انگلیسی: Green delicious) در مقابل خوشمزه قرمز (به انگلیسی: red delicious) که نام انگلیسی سیب سرخ است از آن نام برده می‌شود.